# 藍天路駅
座標: 北緯31度14分35.45秒 東経121度34分24.82秒 / 北緯31.2431806度 東経121.5735611度
藍天路駅（らんてんろえき）は中華人民共和国上海市浦東新区、楊高中路と雲山路の交差点に位置する上海軌道交通9号線、14号線の接続駅である。駅名は楊高中路と並行して走る藍天路から命名された。9号線は2017年12月30日、14号線は2021年12月30日に開業し、乗換駅となった。

## 駅構造

### 駅舎
藍天路駅は地下3階まであり、地下1階に改札口、地下2階に14号線ホーム、地下3階に9号線のホームがある。

### のりば
※全ての路線において案内上ののりば番号は設定されていない。
| 番線                    | 路線   | 行先               | 備考 |
| ----------------------- | ------ | ------------------ | ---- |
| 14号線ホーム（地下2階） |        |                    |      |
| 北方面                  | 14号線 | 真新新村・封浜方面 |      |
| 南方面                  | 14号線 | 桂橋路方面         |      |
| 9号線ホーム（地下3階）  |        |                    |      |
| 西方面                  | 9号線  | 松江南方面         |      |
| 東方面                  | 9号線  | 曹路方面           |      |

## 駅出口
出口は5箇所あり、バリアフリーエレベーターが2号出口と6号出口にある。
- 1号出口 - 楊高中路、雲山路
- 2号出口 - 楊高中路、雲山路
- 4号出口 - 藍天路、雲山路
- 5号出口 - 楊高中路、雲山路
- 6号出口 - 楊高中路、雲山路

## 隣の駅
上海地下鉄
 9号線
芳甸路駅 - 藍天路駅 - 台児荘路駅
 14号線
雲山路駅 - 藍天路駅 - 黄楊路駅